# Фестивал в Кан
Кинофестивалът в Кан (на френски: Festival de Cannes, до 2002 година Festival international du film, Международен филмов фестивал) е един от най-престижните кинофоруми в света. Провежда се в град Кан, Южна Франция.
Открит е на 1 септември 1939 г. с филма „Гърбушкото от Нотър Дам“. Инициатор за провеждането на фестивала е тогавашният министър на образованието на Франция политикът и адвокат Жан Зе. Датата обаче се оказва съдбовна не толкова за провеждането на фестивала, но и за цялото човечество – Нацистка Германия напада Полша и избухва Втората световна война.
Възраждането на фестивала е през 1946 г., когато се провежда от 20 септември до 5 октомври. След това се организира всяка година през май с малки изключения. Фестивалът е посещаван от много кинозвезди и е популярен начин за кинопродуцентите да започнат новите си филми и да продадат работата си на дистрибуторите, които идват от цял свят. Той се провежда в специално построения за тази цел Фестивален и конгресен дворец на брега на Средиземно море.

## Награди
Най-престижната награда, давана в Кан, е Златната палма за най-добър филм. Журито на фестивала, съставено от международна селекция от кинотворци, раздава и други награди като „голямата награда“ (втората по престиж).

### Награди за игрални филми
- Palme d'Or – Златна палма (най-добър филм)
- Grand Prix – Голямата награда на фестивала (втора награда за най-добър филм)
- Prix du Jury – Награда на журито (трета награда за най-добър филм)
- Palme d'Or du court métrage – Златна палма за най-добър късометражен филм
- Prix d'interprétation féminine – Най-добра актриса
- Prix d'interprétation masculine – Най-добър актьор
- Prix de la mise en scène – Най-добър режисьор
- Prix du scénario – Най-добър сценарий